# Wessex Football League
La Wessex Football League è una lega calcistica inglese creata nel 1986, con la sua divisione principale che si trova allo step cinque del National League System, o il nono livello del complesso sistema di campionato di calcio inglese. Le squadre che partecipano principalmente fanno parte dell'Hampshire, ma la lega comprende anche alcune squadre delle contee adiacenti del Dorset, del Wiltshire, del Berkshire, e dell'Isola di Wight. Secondo il contratto di sponsorizzazione, la lega è ufficialmente nota come Sydenhams League.
Nel 2004, ha assorbito la maggior parte delle squadre della sua lega alimentatrice, l'Hampshire League, dalla quale furono create la Division Two e la Division Three. Nel 2006 le divisioni furono rinominate in Premier Division e Division One e Two. Al termine della stagione 2006-2007, la Division Two fu sciolta, e la maggior parte delle squadre formarono l'Hampshire Premier League.
Il vincitore della Wessex League se possiede uno stadio agibile e sta messo bene in termini finanziari può essere promosso nella Southern League Division One South & West.

## Albo d'oro
| Stagione  | Vincitore              |
| --------- | ---------------------- |
| 1986-1987 | Bashley                |
| 1987-1988 | Bashley                |
| 1988-1989 | Bashley                |
| 1989-1990 | Romsey Town            |
| 1990-1991 | Havant Town            |
| 1991-1992 | Wimborne Town          |
| 1992-1993 | AFC Lymington          |
| 1993-1994 | Wimborne Town          |
| 1994-1995 | Fleet Town             |
| 1995-1996 | Thatcham Town          |
| 1996-1997 | AFC Lymington          |
| 1997-1998 | AFC Lymington          |
| 1998-1999 | Lymington & New Milton |
| 1999-2000 | Wimborne Town          |
| 2000-2001 | Andover                |
| 2001-2002 | Andover                |
| 2002-2003 | Eastleigh              |
| 2003-2004 | Winchester City        |

Nel 2004, la lega fu espansa in tre divisioni.
| Stagione  | Division One           | Division Two   | Division Three |
| --------- | ---------------------- | -------------- | -------------- |
| 2004-2005 | Lymington & New Milton | Lymington Town | Colden Common  |
| 2005-2006 | Winchester City        | Locks Heath    | Paulsgrove     |

Nel 2006, le divisioni furono numerate nuovamente, con la divisione superiore che venne ribattezzata Premier Division.
| Stagione  | Premier Division | Division One   | Division Two |
| --------- | ---------------- | -------------- | ------------ |
| 2006-2007 | Gosport Borough  | Hayling United | Fleetlands   |

Nel 2007, la Division Two fu sciolta.
| Stagione  | Premier Division     | Division One     |
| --------- | -------------------- | ---------------- |
| 2007-2008 | A.F.C.Totton         | Tadley Calleva   |
| 2008-2009 | Poole Town           | Totton & Eling   |
| 2009-2010 | Poole Town           | Hamble A.S.S.C.  |
| 2010-2011 | Poole Town           | Downton          |
| 2011-2012 | Winchester City      | Verwood Town     |
| 2012-2013 | Blackfield & Langley | Brockenhurst     |
| 2013-2014 | Sholing              | Petersfield Town |
| 2014-2015 | Petersfield Town     | Team Solent      |
| 2015-2016 | Salisbury City       | Portland United  |
| 2016-2017 | Portland United      | Hamble Club      |
| 2017-2018 | Blackfield & Langley | Christchurch     |
| 2018-2019 | Sholing              | AFC Stoneham     |

## Wessex League Cup
La Wessex League Cup, o "Sydenhams League Cup" per scopi di sponsor, è una coppa nazionale a cui partecipano tutte le squadre della Wessex League.

### Wessex League Cup winners
- 1986–87: Road Sea Southampton
- 1987–88: East Cowes Victoria Athletic
- 1988–89: A.F.C. Lymington
- 1989–90: A.F.C. Totton
- 1990–91: Thatcham Town
- 1991–92: Thatcham Town
- 1992–93: Gosport Borough
- 1993–94: Wimborne Town
- 1994–95: Thatcham Town
- 1995–96: Downton
- 1996–97: Thatcham Town
- 1997–98: Aerostructures Sports & Social
- 1998–99: Cowes Sports
- 1999–2000: Wimborne Town
- 2000–01: (no competition held)
- 2001–02: Andover
- 2002–03: A.F.C. Totton
- 2003–04: Winchester City
- 2004–05: Hamworthy United
- 2005–06: A.F.C. Totton
- 2006–07: Lymington Town
- 2007–08: Wimborne Town
- 2008–09: VT
- 2009–10: Bemerton Heath Harlequins
- 2010–11: Bournemouth
- 2011–12: Christchurch
- 2012–13: Alresford Town
- 2013–14: Alresford Town
- 2014–15: A.F.C. Portchester
- 2015–16: Team Solent
- 2016–17: Sholing
- 2017–18: A.F.C. Portchester
- 2018–19: Baffins Milton Rovers
- 2019–20: (not awarded)
- 2020–21: Hamworthy United
- 2021–22: Shaftesbury